# Natação nos Jogos Olímpicos de Verão de 2016 - 200 m livre feminino

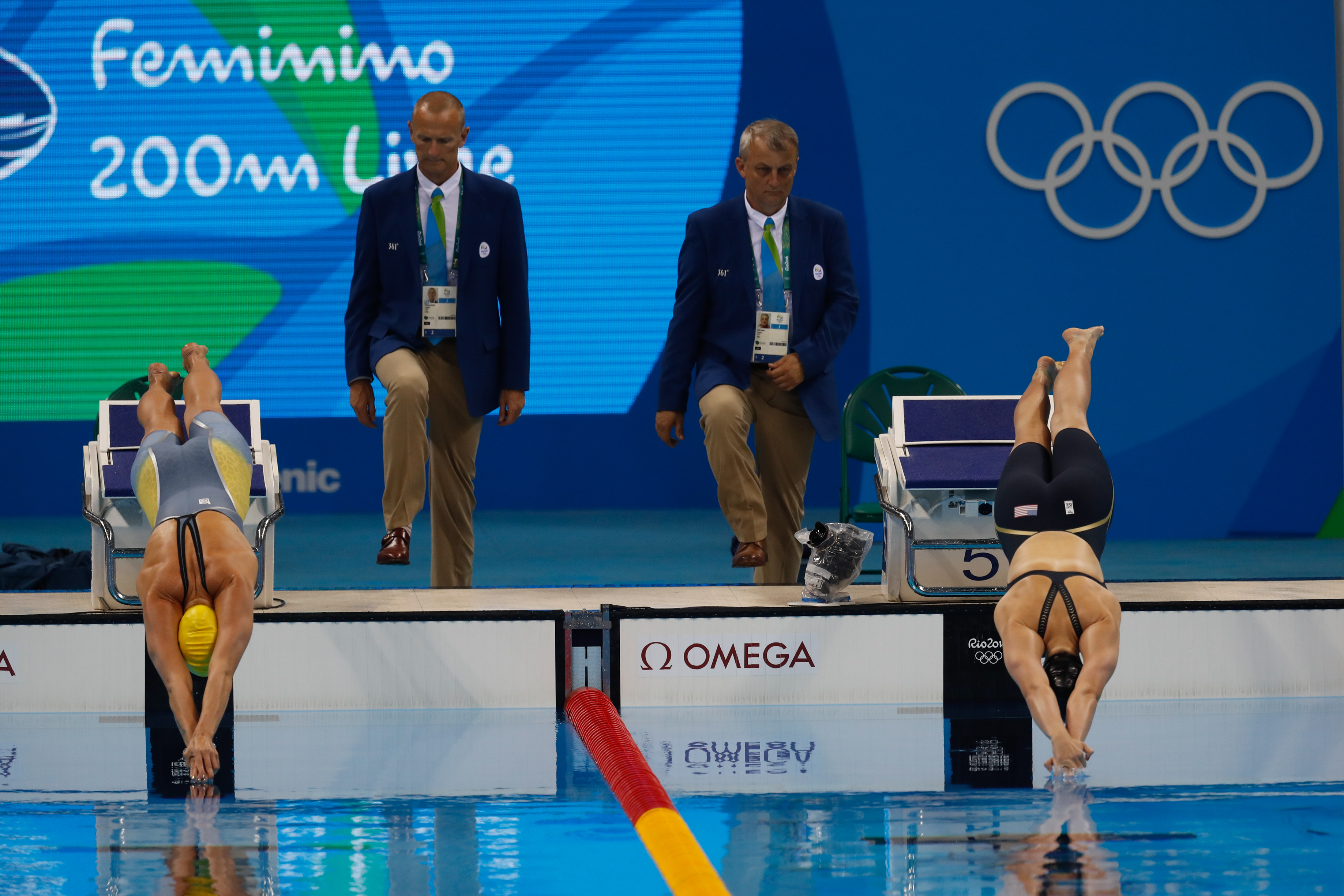
Largada para a final da prova.

A competição dos 200 metros livre feminino da natação nos Jogos Olímpicos de Verão de 2016 foi disputada nos dias 8 de agosto e 9 de agosto no Estádio Aquático Olímpico.

## Medalhistas
| Ouro   | USA Katie Ledecky  |
| Prata  | SWE Sarah Sjöström |
| Bronze | AUS Emma McKeon    |

## Recordes
Antes desta competição, os recordes mundiais e olímpicos da prova eram os seguintes:
| Tipo | Atleta              | Tempo   | Local   | Data                |
| ---- | ------------------- | ------- | ------- | ------------------- |
|      | Federica Pellegrini | 1:52.98 | Roma    | 29 de julho de 2009 |
|      | Allison Schmitt     | 1:53.61 | Londres | 31 de julho de 2012 |

## Resultados

### Eliminatórias
| Pos. | Elim. | Raia | Nadadora              | CON                        | Tempo   | Notas            |
| ---- | ----- | ---- | --------------------- | -------------------------- | ------- | ---------------- |
| 1    | 5     | 4    | Katie Ledecky         | USA Estados Unidos         | 1:55.01 | Q                |
| 2    | 5     | 5    | Emma McKeon           | AUS Austrália              | 1:55.80 | Q                |
| 3    | 6     | 4    | Sarah Sjöström        | SWE Suécia                 | 1:56.11 | Q                |
| 4    | 6     | 6    | Charlotte Bonnet      | FRA França                 | 1:56.26 | Q                |
| 5    | 4     | 4    | Federica Pellegrini   | ITA Itália                 | 1:56.37 | Q                |
| 6    | 6     | 3    | Shen Duo              | CHN China                  | 1:56.52 | Q                |
| 7    | 5     | 3    | Michelle Coleman      | SWE Suécia                 | 1:56.54 | Q                |
| 8    | 4     | 6    | Ai Yanhan             | CHN China                  | 1:56.77 | Q                |
| 9    | 3     | 6    | Siobhan Haughey       | HKG Hong Kong              | 1:56.91 | Q,               |
| 10   | 5     | 6    | Bronte Barratt        | AUS Austrália              | 1:56.93 | Q                |
| 11   | 4     | 3    | Veronika Popova       | RUS Rússia                 | 1:57.08 | Q                |
| 12   | 4     | 5    | Missy Franklin        | USA Estados Unidos         | 1:57.12 | Q                |
| 13   | 3     | 5    | Katerine Savard       | CAN Canadá                 | 1:57.15 | Q                |
| 14   | 6     | 8    | Manuella Lyrio        | BRA Brasil                 | 1:57.28 | Q,               |
| 15   | 6     | 5    | Femke Heemskerk       | NED Países Baixos          | 1:57.68 | Q                |
| 16   | 6     | 2    | Brittany MacLean      | CAN Canadá                 | 1:57.74 | Q                |
| 17   | 6     | 1    | Chihiro Igarashi      | JPN Japão                  | 1:57.88 |                  |
| 18   | 4     | 7    | Arina Openysheva      | RUS Rússia                 | 1:58.05 |                  |
| 19   | 5     | 1    | Melani Costa          | ESP Espanha                | 1:58.19 |                  |
| 20   | 3     | 7    | Annika Bruhn          | GER Alemanha               | 1:58.48 |                  |
| 21   | 5     | 7    | Rikako Ikee           | JPN Japão                  | 1:58.49 |                  |
| 22   | 5     | 3    | Nina Rangelova        | BUL Bulgária               | 1:58.57 |                  |
| 23   | 5     | 2    | Coralie Balmy         | FRA França                 | 1:58.83 |                  |
| 24   | 4     | 2    | Alice Mizzau          | ITA Itália                 | 1:59.16 |                  |
| 25   | 4     | 8    | Ajna Késely           | HUN Hungria                | 1:59.20 |                  |
| 26   | 4     | 1    | Robin Neumann         | NED Países Baixos          | 1:59.23 |                  |
| 27   | 3     | 2    | Georgia Coates        | GBR Grã-Bretanha           | 1:59.33 |                  |
| 28   | 3     | 4    | Evelyn Verrasztó      | HUN Hungria                | 1:59.44 |                  |
| 29   | 3     | 8    | Camille Cheng         | HKG Hong Kong              | 1:59.71 |                  |
| 30   | 2     | 4    | Katarina Simonović    | SRB Sérvia                 | 2:00.06 |                  |
| 31   | 2     | 3    | Barbora Seemanová     | CZE República Checa        | 2:00.26 |                  |
| 32   | 5     | 8    | Eleanor Faulkner      | GBR Grã-Bretanha           | 2:00.51 |                  |
| 33   | 2     | 6    | Anastasia Bogdanovski | MKD República da Macedônia | 2:00.52 | Recorde nacional |
| 34   | 3     | 1    | Patricia Castro       | ESP Espanha                | 2:00.71 |                  |
| 35   | 6     | 7    | Larissa Oliveira      | BRA Brasil                 | 2:00.76 |                  |
| 36   | 2     | 7    | Elisbet Gámez         | CUB Cuba                   | 2:01.08 |                  |
| 37   | 2     | 2    | Joanna Evans          | BAH Bahamas                | 2:01.27 | Recorde nacional |
| 38   | 2     | 1    | Sara Pastrana         | HON Honduras               | 2:03.19 |                  |
| 39   | 2     | 8    | Andrea Cedrón         | PER Peru                   | 2:05.33 |                  |
| 40   | 1     | 5    | Matelita Buadromo     | FIJ Fiji                   | 2:05.49 |                  |
| 41   | 1     | 4    | Shivani Kataria       | IND Índia                  | 2:09.30 |                  |
| 42   | 1     | 3    | Kaya Forson           | GHA Gana                   | 2:16.02 |                  |
| 43   | 2     | 5    | Andrea Murez          | ISR Israel                 | 9:99.99 | DNS              |

### Semifinais

#### Semifinal 1
| Pos. | Raia | Nadadora         | CON                | Tempo   | Notas |
| ---- | ---- | ---------------- | ------------------ | ------- | ----- |
| 1    | 3    | Shen Duo         | CHN China          | 1:56.03 | Q     |
| 2    | 4    | Emma McKeon      | AUS Austrália      | 1:56.29 | Q     |
| 3    | 5    | Charlotte Bonnet | FRA França         | 1:56.38 | Q     |
| 4    | 2    | Bronte Barratt   | AUS Austrália      | 1:56.63 | Q     |
| 5    | 8    | Brittany MacLean | CAN Canadá         | 1:57.36 |       |
| 6    | 6    | Ai Yanhan        | CHN China          | 1:57.41 |       |
| 7    | 1    | Manuella Lyrio   | BRA Brasil         | 1:57.43 |       |
| 8    | 7    | Missy Franklin   | USA Estados Unidos | 1:57.56 |       |

#### Semifinal 2
| Pos. | Raia | Nadadora            | CON                | Tempo   | Notas |
| ---- | ---- | ------------------- | ------------------ | ------- | ----- |
| 1    | 5    | Sarah Sjöström      | SWE Suécia         | 1:54.65 | Q     |
| 2    | 4    | Katie Ledecky       | USA Estados Unidos | 1:54.81 | Q     |
| 3    | 3    | Federica Pellegrini | ITA Itália         | 1:55.42 | Q     |
| 4    | 6    | Michelle Coleman    | SWE Suécia         | 1:56.05 | Q     |
| 5    | 7    | Veronika Popova     | RUS Rússia         | 1:57.22 |       |
| 6    | 2    | Siobhan Haughey     | HKG Hong Kong      | 1:57.56 |       |
| 7    | 1    | Katerine Savard     | CAN Canadá         | 1:57.80 |       |
| 8    | 8    | Femke Heemskerk     | NED Países Baixos  | 1:57.82 |       |

### Final

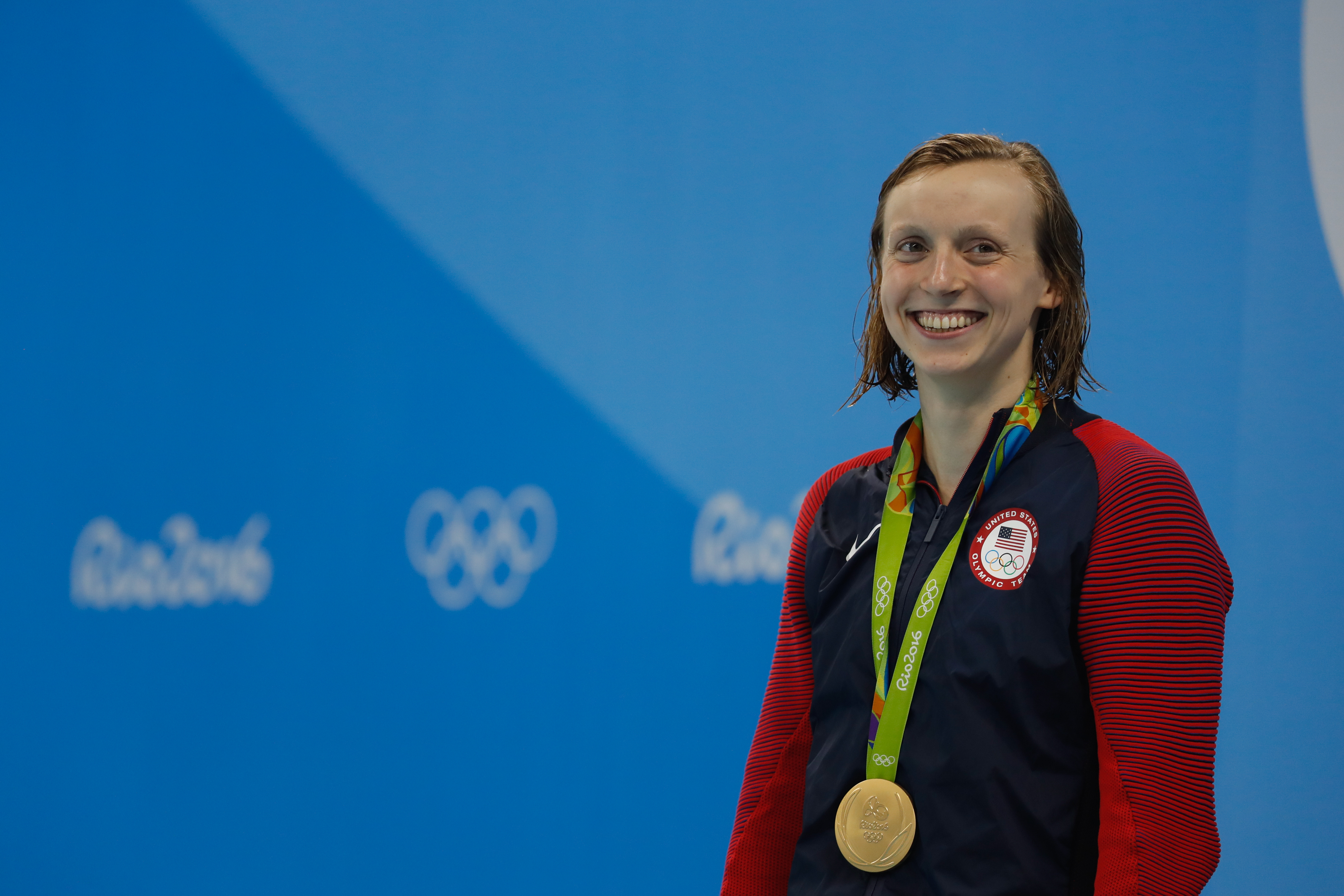
Katie Ledecky conquistou a medalha de ouro.

| Pos.              | Raia | Nadadora            | CON                | Tempo   | Notas            |
| ----------------- | ---- | ------------------- | ------------------ | ------- | ---------------- |
| Medalha de ouro   | 5    | Katie Ledecky       | USA Estados Unidos | 1:53.73 |                  |
| Medalha de prata  | 4    | Sarah Sjöström      | SWE Suécia         | 1:54.08 | Recorde nacional |
| Medalha de bronze | 7    | Emma McKeon         | AUS Austrália      | 1:54.92 |                  |
| 4                 | 3    | Federica Pellegrini | ITA Itália         | 1:55.18 |                  |
| 5                 | 6    | Shen Duo            | CHN China          | 1:55.25 |                  |
| 5                 | 8    | Bronte Barratt      | AUS Austrália      | 1:55.25 |                  |
| 7                 | 2    | Michelle Coleman    | SWE Suécia         | 1:56.27 |                  |
| 8                 | 1    | Charlotte Bonnet    | FRA França         | 1:56.29 |                  |

Legenda
| Recorde mundial      | Recorde mundial (World record)               |                       | Recorde africano                      | Recorde africano (African) |                                           | Q | Classificado por posição (Qualified) |
| Recorde olímpico     | Recorde olímpico (Olympic record)            | Recorde da América    | Recorde da América (Americas)         | q                          | Classificado por melhor tempo (Qualified) |   |                                      |
| Melhor marca do ano  | Melhor marca do ano (World leading)          | Recorde asiático      | Recorde asiático (Asian)              | DNS                        | Não largou (Did not start)                |   |                                      |
| Recorde nacional     | Recorde nacional (National record)           | Recorde europeu       | Recorde europeu (European)            | DNF                        | Não terminou (Did not finish)             |   |                                      |
| Recorde pessoal      | Recorde pessoal do atleta (Personal best)    | Recorde da Oceania    | Recorde da Oceania (Oceania)          | DSQ / DQ                   | Desclassificado (Disqualified)            |   |                                      |
| Recorde da temporada | Recorde da temporada do atleta (Season best) | Recorde sul-americano | Recorde sul-americano (South America) | NM                         | Sem marca (No mark)                       |   |                                      |